# أنتوني جي. سويني
أنتوني جي. سويني (بالإنجليزية: Antony G. Sweeney)‏ هو أمين متحف أسترالي، ولد في 25 سبتمبر 1955 في برادفورد في المملكة المتحدة.